# Larreule (Pireneje Wysokie)
Larreule – miejscowość i gmina we Francji, w regionie Oksytania, w departamencie Pireneje Wysokie.
Według danych na rok 1990 gminę zamieszkiwało 371 osób, a gęstość zaludnienia wynosiła 37 osób/km² (wśród 3020 gmin regionu Midi-Pireneje Larreule plasuje się na 701. miejscu pod względem liczby ludności, natomiast pod względem powierzchni na miejscu 1085.).